# Asleep at the Wheel
Asleep at the Wheel is een Amerikaanse western swinggroep die werd geformeerd in Paw Paw en is gevestigd in Austin. De band heeft sinds de oprichting in 1970 negen Grammy Awards gewonnen, meer dan twintig albums uitgebracht en meer dan 21 singles in de Billboard country-hitlijsten geplaatst. Hun best scorende single The Letter That Johnny Walker Read piekte op nummer 10 in 1975.

## Bezetting
- Ray Benson (leadzang, leadgitaar, 1970–heden)
- Jason Baczynski (drums, percussie, 2020–heden)
- Katie Shore (co-leadzang, fiddle, 2014–heden)
- Dennis Ludiker (fiddle, mandoline, achtergrondzang, 2016–heden)
- Connor Forsyth (piano, orgel, accordeon, achtergrondzang, 2016–heden)
- Josh Hoag (basgitaar, 2017–heden)
- Flavio Pasquetto (steelgitaar, 2019–heden)
- Joey Colarusso (saxofoon, 2021–heden)

## Geschiedenis

### Begin naar Austin
In 1969 formeerden Ray Benson en Lucky Oceans (Reuben Gosfield) Asleep at the Wheel in Paw Paw en kort daarna openden ze voor Alice Cooper en Hot Tuna in Washington D.C. Een jaar later verhuisden ze naar East Oakland, Californië op uitnodiging van Commander Cody en His Lost Planet Airmen. Nadat ze door Van Morrison in het tijdschrift Rolling Stone waren genoemd, kregen ze een platencontract bij United Artists. In 1973 werd hun debuutalbum Comin' Right at Ya uitgebracht bij United Artists. Op uitnodiging van Willie Nelson vertrokken ze in 1974 van Oakland naar Austin.

### 1974-1979
In 1974 bracht Asleep at the Wheel zijn naamloze tweede album uit, met een cover van LoChoo Choo Ch'Boogie van Louis Jordan, de eerste single van de band die de country-hitlijsten bereikte. Het jaar daarop kwam Texas Gold uit met de top tien countryhit The Letter That Johnny Walker Read. Daarnaast speelden ze op Austin City Limits bij PBS, waar ze sindsdien tien platen hebben uitgebracht. In 1977 werd de band door Rolling Stone verkozen tot «Best Country Western Band» en werd ze bekroond met de «Touring Band of the Year» door de Academy of Country Music. Ze gingen ook in Europa op tournee met Emmylou Harris. Het jaar daarop namen ze een cover op van het nummer One O'Clock Jump van Count Basie. In 1980 verschenen ze in de film Roadie, samen met Meat Loaf, Blondie en Art Carney. Tegen het einde van het decennium nam de band hun eerste livealbum Served Live op in het Austin Opera House.

### 1980-1989
De jaren 1980 werden een turbulent decennium voor de band. Na de verhuizing naar MCA Records vertrok medeoprichter Lucky Oceans, in september 1986 gevolgd door Chris O'Connell vanwege haar zwangerschap. Asleep at the Wheel vergaarde een grote hoeveelheid verplichtingen die nodig waren om te werken aan commercials en filmsoundtracks. Deze band produceerde de soundtrack voor de film Liar's Moon.
In 1985 bracht de band een vrijwel genegeerd naamloos album uit. Tegen het einde van de jaren 1980 had Ray Benson wat geproduceerd, waardoor de band een tweede kans kreeg bij Epic Records. In 1987 bracht de band 10 uit, waarmee ze hun tweede Grammy voor «Best Country Instrumental» wonnen, wat hun comeback hielp lanceren. Het album had ook bijdragen van de legendarische violist en voormalig Texas Playboys-lid Johnny Gimble. Het jaar daarop bracht de band Western Standard Time uit, waarmee ze nog een Grammy wonnen voor «Best Country Instrumental». De late jaren 1980 kende ook de groei van Jann Browne als solozanger in de groep. Ze zou later beginnen aan een solocarrière bij Curb Records.

### 1990-1999
De band verhuisde naar Arista Records en bracht het album Keepin' Me Up Nights uit. Kort daarna had de band omzet. Onder de nieuwe leden was voormalig solozangeres Rosie Flores, die in 1997 toetrad. In 1991 regisseerde Ray Benson de muziek en speelde hij samen met Dolly Parton in de film Wild Texas Wind. Ter ere van de 66e verjaardag van Route 66 lanceerde de band de Route 66 Tour. In 1993 bracht de band meteen de hit A Tribute to the Music of Bob Wills and the Texas Playboys uit met verschillende gastmuzikanten en veel lovende kritieken. Twee jaar later vierde de band hun 25-jarig jubileum met het uitbrengen van The Wheel Keeps bij Rollin. In 1999 brachten de band en DreamWorks Ride with Bob uit als hun tweede eerbetoonalbum aan Bob Wills. Dit album genoot ook onmiddellijk succes en leverde de band twee Grammy-overwinningen op, één voor «Best Country Instrumental» en de andere voor «Best Package Design».

### 2000-heden
In 2000 werden The Dixie Chicks genomineerd voor een award van de Country Music Association voor «Vocal Event of the Year» voor Roly Poly met Asleep at the Wheel. Datzelfde jaar toerde de band met Bob Dylan en George Strait. Benson nam een eerbetoon op aan Wills en Texas-swingmuziek, met onder andere Dwight Yoakam, Vince Gill, Merle Haggard, de Dixie Chicks en Willie Nelson. Ze zouden op de noodlottige 11 september 2001 in het Witte Huis spelen. In 2003 bracht de band Live at Billy Bob's Texas uit en tegen het einde van het decennium had de band nog twee albums uitgebracht: Reinventing the Wheel, een geheel nieuwe set nummers, waaronder een samenwerking met The Blind Boys of Alabama, en een twee-disc set Kings of Texas Swing. In 2007 werd hun tweede kerstalbum Santa Loves to Boogie uitgebracht.
Asleep at the Wheel ontving in 2007 zes Austin Music Awards voor hun inspanningen, waaronder «Band of the Year», «Songwriter of the Year» (Benson), «Country Band of the Year», «Record Producer of the Year» (Benson), «Male Vocals of the Year» ( Benson) en «Acoustic Guitar Player of the Year» (McQueen).

## Prijzen en nominaties
Asleep at the Wheel heeft acht Grammy Awards gewonnen van de 27 nominaties. Ze zijn ook genomineerd voor 12 Country Music Association Awards. In 1977 wonnen ze de Academy of Country Music Award voor Touring Band of the Year en werden nog eens negen keer genomineerd.